# Подводные лодки проекта 093 «Шань»
Подводные лодки проекта 093 «Шань» (кит. 09III型核潜艇, тип 09-III, тип 093, класс «Шань») — серия китайских многоцелевых атомных подводных лодок, строительство которых продолжается по настоящее время (2023 г.) .
Имя, присвоенное НАТО — Shang («Шань»). К имени добавляется римская цифра, обозначающая модификацию, и слово класс.

## История
Подлодки класса «Шань» разрабатывались в Китае для замены устаревшей и сравнительно ненадёжной подводной торпедной лодки класса проекта 091 «Хань». Строительство головного корабля было начато в 2000 году. Всего в 2000—2002 годах были произведены две субмарины типа 093 (класс Shang I). 
Строительство атомных подводных лодок типа 093A (класс Shang II) велось с 2013 года по 2017 год, после чего Китай приступил к созданию субмарин типа 093B.

## Современный статус
Весной 2023 года в строю находились 6 субмарин класса «Шань», ещё 2 были спущены на воду. Прогнозируется их поступление на базу Ялун в городском округе Санья в 2024 году.
Предполагается, что в 2024 году Китай будет располагать 8 кораблями этого класса: по 4 в провинциях Шаньдун и Хайнань. Третья база атомных подводных лодок Сяншань строится в провинции Чжэцзян.

## Конструкция
Подводные лодки класса «Шань» имеют сравнительно короткий корпус с обтекаемыми обводами «альбакоровского типа». Обладают двухкорпусной архитектурно-конструкционной схемой и снабжены одним малошумным гребным винтом. Хвостовое оперение – крестообразное, а переднее горизонтальное оперение, как и на других китайских подводных атомоходах, расположено на ограждении выдвижных устройств.
На атомных подводных лодках типа 093A (класс Shang II) впереди находятся корпусный гидролокатор и 6 торпедных аппаратов. Дополнительные гидроакустические антенные решётки размещены побортно.
Атомные подводные лодки типа 093A получили буксируемую ГАС, катушка которой скрыта под обтекателем, расположенным за парусом. Под самим парусом имеется жилой отсек.
Наличие на субмаринах типа 093B установки вертикального пуска крылатых ракет ещё не доказано, хотя вероятность её появления на них не исключается. 
Предполагается, что субмарины типа 093 становятся всё более тихими.

## Силовая установка
Энергетическая установка состоит из двух водо-водяных атомных реакторов, отличающихся пониженной шумностью, и одного турбозубчатого агрегата.

## Вооружение
Подводные лодки оснащены новейшим китайским гидроакустическим и торпедным вооружением. Шесть 533-мм торпедных аппаратов расположены в носовой части корабля. Из них можно вести стрельбу тепловыми торпедами Yu-6 и электрическими торпедами неназванного типа, противокорабельными крылатыми ракетами YJ-82 (отличающимися от YJ-8 возможностью подводного старта и максимальной дальностью стрельбы, увеличенной до 80 км), крылатыми ракетами YJ-18 и реактивными минами.

## Представители
Первая субмарина вошла в строй в 2007 году. 

## Сноски и источники
1. 1 2 3 4  Dahm, J. Michael and Zhao, Alison. China Maritime Report No. 28: Bitterness Ends, Sweetness Begins: Organizational Changes to the PLAN Submarine Force Since 2015 (англ.) // CMSI China Maritime Reports. — 2023. — No. 28. Архивировано 5 августа 2023 года.
2. 1 2 3  Annual Report to Congress: Military and Security Developments Involving the People’s Republic of China (англ.). — OFFICE OF THE SECRETARY OF DEFENSE., 2022. — P. 174 (53). Архивировано 25 июня 2023 года.
3. 1 2  China launches second possible Type 093B hull // Janes. Архивировано 1 апреля 2023 года.
4. 1 2  The Chinese Navy’s Most Powerful Attack Submarine: The Type-093A // Naval News. Архивировано 3 августа 2023 года.